# Argumentum ad hominem
Ne doit pas être confondu avec Argumentum ad personam.
Pour le groupe de black metal, voir Ad Hominem (groupe).
 (décembre 2023).

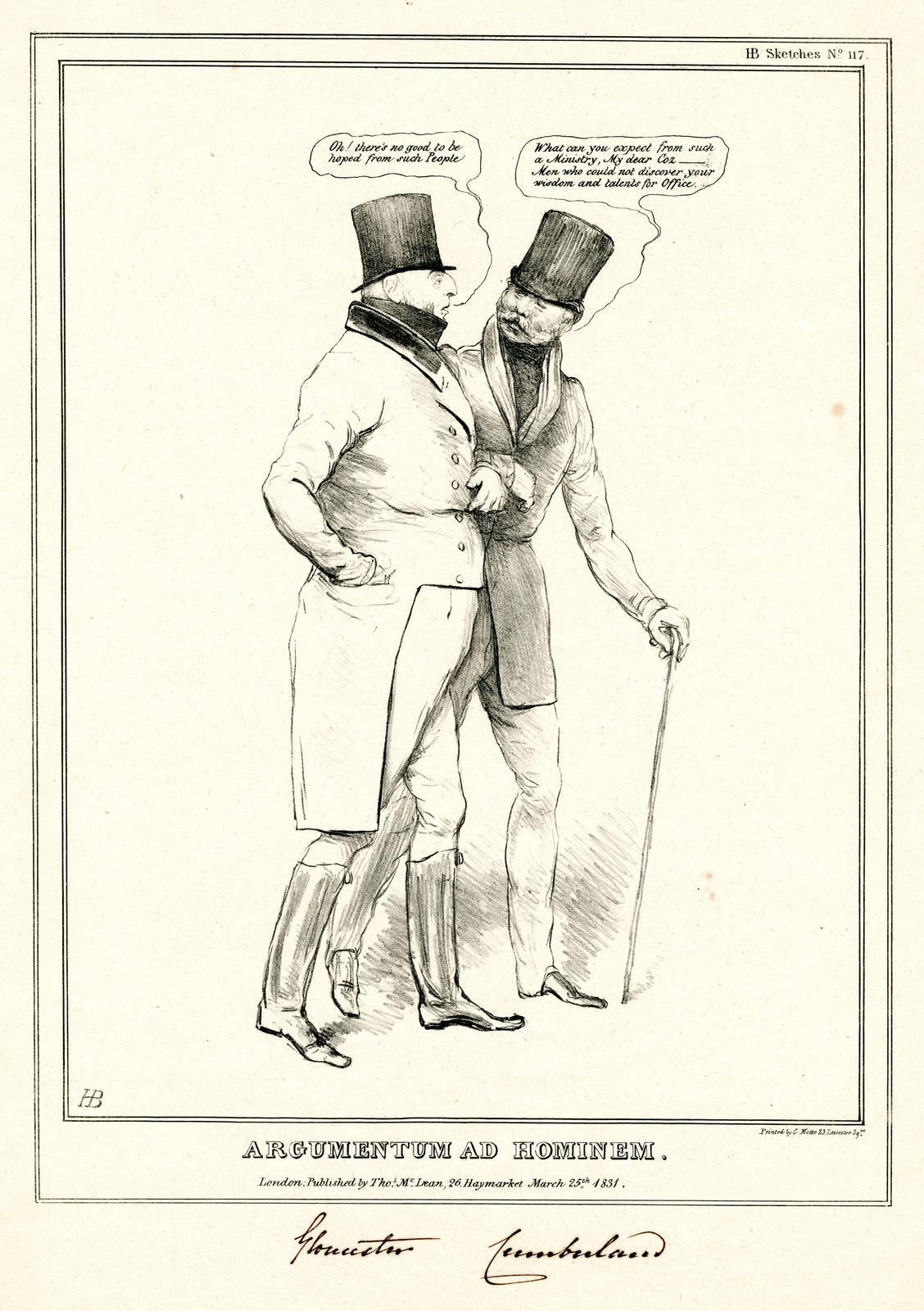
Personnage de gauche : « On ne peut rien espérer de telles personnes » ; second personnage : « Qu'attendre d'un tel ministre, mon cher. Des hommes qui ne pourraient découvrir votre sagesse et vos talents pour ce poste ».

Hiérarchie du désaccord.

Un argumentum ad hominem est un argument de rhétorique qui consiste à attaquer son adversaire sur la cohérence de ses propos en lui opposant ses propres paroles ou ses propres actions.
Cette attaque est distincte de l'argumentum ad personam, qui est fréquemment considéré comme une manœuvre déloyale visant à discréditer son adversaire sans lui répondre sur le fond. Une réplique ad personam s'oppose donc, en attaquant la personne, à une argumentation ad rem qui s'attacherait aux faits.

## Schopenhauer
L'argument ad hominem, ou ex concessis, est le 16e stratagème recensé par Arthur Schopenhauer dans son opuscule La Dialectique éristique :

« Quand l’adversaire fait une affirmation, nous devons chercher à savoir si elle n’est pas d’une certaine façon, et ne serait-ce qu’en apparence, en contradiction avec quelque chose qu’il a dit ou admis auparavant, ou avec les principes d’une école ou d’une secte dont il a fait l’éloge, ou avec les actes des adeptes de cette secte, qu’ils soient sincères ou non, ou avec ses propres faits et gestes. Si par exemple il prend parti en faveur du suicide, il faut s’écrier aussitôt : « Pourquoi ne te pends-tu pas ? » Ou bien s’il affirme par exemple que Berlin est une ville désagréable, on s’écrie aussitôt : « Pourquoi ne prends-tu pas la première diligence ? » »

## Robrieux, Dupriez
Selon Jean-Jacques Robrieux (Éléments de rhétorique et d'argumentation, Dunod, 1993, p. 143), l'argument ad hominem consiste « à raisonner avec un interlocuteur ou un auditoire sur la base de ses convictions propres, de ses préjugés, et non sur celle des jugements universels ». De même Bernard Dupriez dans son Gradus explique que l'argument ad hominem « ne vaut que contre l'adversaire que l'on combat, soit que cet argument se fonde sur une erreur, une inconséquence ou une concession de l’adversaire, soit qu’il vise tel ou tel détail particulier à l’individualité ou à la doctrine de celui-ci. » Dupriez cite en note la définition de Littré, qui revient à celle de Schopenhauer, en précisant: « C'est un sens très spécifique et qui rapproche le procédé de la rétorsion ».

## Validité du procédé
Pour distinguer l'argument ad hominem de l'attaque personnelle illégitime, Schopenhauer appelle attaques ad personam celles qui portent directement sur l'adversaire en tant que personne, et non pas sur la cohérence de sa thèse ou sur la conformité de ses paroles avec ses actes : 
L'argumentum ad hominem « s'écarte de l'objet purement objectif pour s'attacher à ce que l'adversaire en a dit ou concédé », alors que dans l'attaque ad personam « on délaisse complètement l'objet et on dirige ses attaques sur la personne de l'adversaire. »
On lit dans le Manuel de Polémique de Stéphane Muras une perspective normative : 
« Tout s'imbrique. D'un côté, parmi mes arguments pour attaquer la thèse de l'adversaire, il y en a un qui dit qu'il n'est pas un interlocuteur valable (la tradition dirait que ce n'est pas un argument qui puisse cohabiter avec d'autres, puisqu'il dispense de produire d'autres arguments). D'un autre côté, pour démontrer que mon adversaire n'est pas un interlocuteur valable, il me faut marquer mon désaccord envers les thèses que je trouve explicitées dans ses propos et sous-entendues par ses actions et ses choix passés. De l'inacceptabilité de la pétition de principe (« il faut se méfier de la thèse de mon adversaire parce qu'il faut se méfier de mon adversaire » et « il faut se méfier de lui parce qu'il promeut des thèses dont il faut se méfier ») vient le blocage rhétorique qui fait passer l'attaque personnelle pour une transgression : pour qu'une argumentation soit digne, il faudrait idéalement que la personne de l'adversaire ne soit qu'un thème carrefour, qu'on peut squatter, traverser ou éviter, mais qui ne saurait justifier l'économie d'une argumentation centrée sur la mise en question de ses assertions seulement pour ce qu'elles disent ».

## Sous-catégories

### Circumstantiæ
Les arguments ad hominem circumstantiæ sont ceux consistant à mettre en avant des faits relatifs au passé ou aux convictions d'une personne pour discréditer son point de vue. Il consiste souvent à affirmer que la personnalité du locuteur biaise l'argument :
« Fred a tort d'affirmer que les prisonniers ne peuvent pas se réinsérer dans la société car c'est un ancien prisonnier repenti. »
Tout argument ad hominem n'est pas toujours une attaque personnelle comme le montre l'exemple suivant :
« Jean prétend qu'il pourrait tuer sous le coup de la colère, mais ce n'est pas possible : il ne perd jamais son sang-froid. »

### Tu quoque

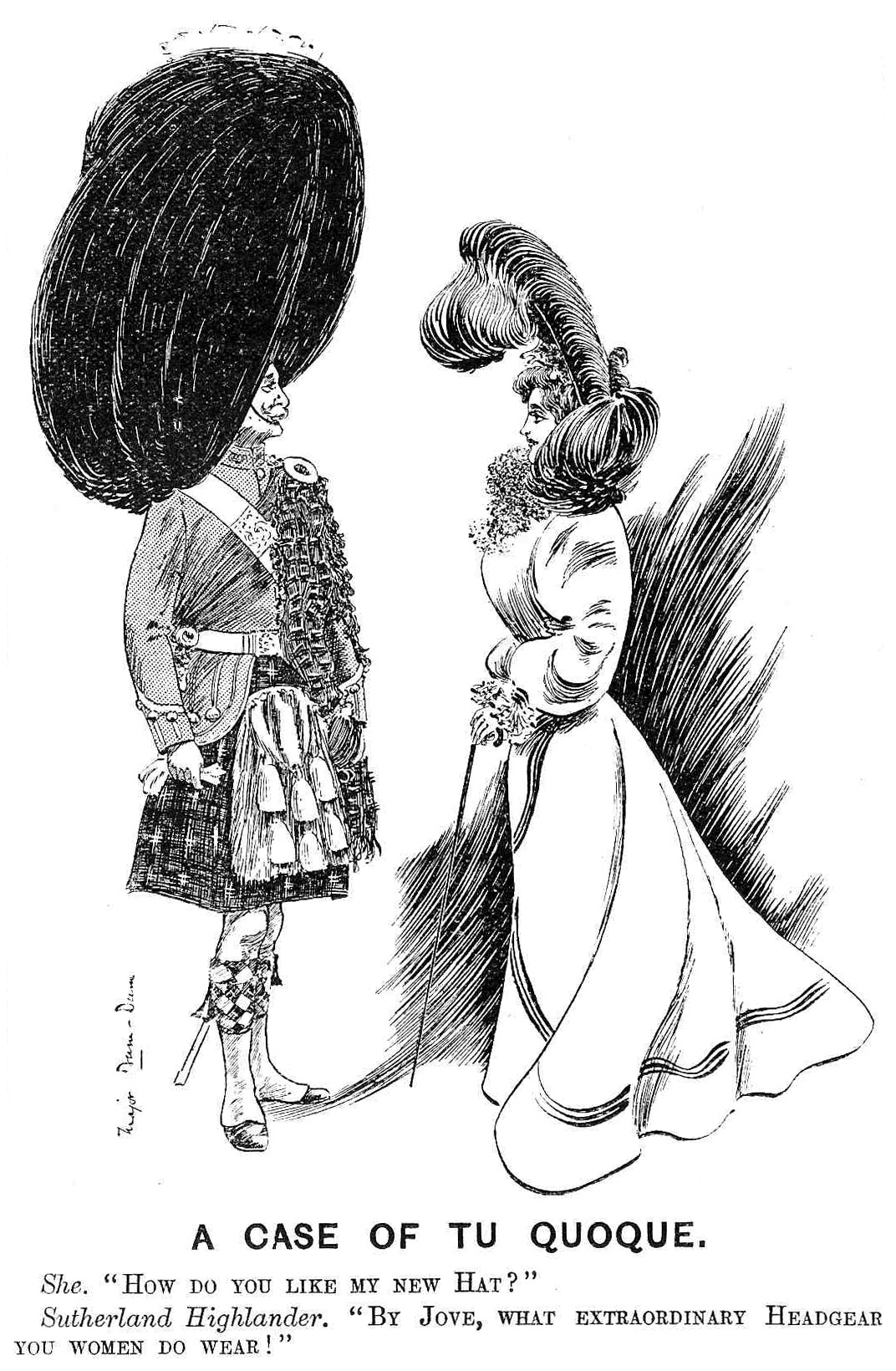
Illustration satirique du tu quoque montrant un membre du d'infanterie britannique portant une énorme toque de plumes et disant à la dame : Sapristi ! vous les femmes avez d'extraordinaires coiffures !.

Tu quoque signifie « toi aussi ». Il peut s'agir de jeter l'opprobre sur la personne en raison de choses qu'elle a faites ou dites par le passé, en révélant une incohérence de ses actes ou propositions antérieures avec les arguments qu'elle défend.
Exemples
« Comment peut-on lire ce que Jean-Jacques Rousseau peut écrire sur l'éducation des enfants alors qu'il a abandonné les siens ? »
« Ce conférencier prône la mobilisation individuelle pour lutter contre le réchauffement climatique ; or il est venu à moto au centre de conférence, alors que celui-ci est desservi par les transports en commun. »

### Traductions
1. ↑  (en) « By Jove, what extraordinary headgear you women do wear! »